# ピンク・マネー
ピンク・マネー  (英語: Pink money）は、ゲイ・コミュニティの購買力を意味する言葉で、政治献金に対しても用いられる。ゲイの権利運動の発生とともに、それまで周縁のマーケットとされていたピンクマネーは、アメリカ合衆国やイギリスといった西側諸国において多くの分野における発展産業となった。
現在ではナイトクラブやショップ、レストラン、タクシーなどで同性愛者の顧客に特化したビジネスが提供されており、
もともとは伝統的なビジネススタイルにおいて一般的なターゲットから外されてしまった立場となった彼らの需要に基づいて起こったとされる。世界規模においてエンターテイメントや消費財をはじめとした様々な分野に渡るピンク・マネーの総額は3500億ドルと推計されている。
ピンクマネーの経済力は、その価値によってゲイ・レズビアン個人がコミュニティへの帰属感といったある種の「経済における自己同一」の手助けとなり、ゲイ・コミュニティにとって前向きな力と捉えられている。
実際に、ピンク・マネーをターゲットとする同性愛者サポートビジネスの90%以上が「アンチ・ゲイ」企業を積極的に遠ざけている。
しかしながら、ビジネスにおいてピンク・マネーをターゲットとする同性愛者グループからの批判も存在し、社会からゲイ・レズビアンのコミュニティを隔離するものでありゲイの権利を逆行させるものだという異論を唱えている 。
ナチ強制収容所のバッジにおいて、ゲイを表していたのがピンク色のものだったことに由来するとされる。

## イギリスにおけるピンク・マネー
イギリスではpink pound（ピンク・ポンド）として知られ、"blue pound"（ブルー・ポンド）というレズビアンの購買力を示す言葉も時折使われている。イギリスのゲイ・マーケットは年間60億ポンド以上と推計されている。
ピンク・ポンドは特定の製品やサービスがまとまった数のゲイの顧客に好まれて大量消費される現象としばしば考えられており、マドンナやレディー・ガガ、カイリー・ミノーグ、シェールといったゲイ・アイコンの音楽セールスがその顕著な例として挙げられる。現在では幅広い分野で多くの企業がピンク・ポンドの存在を認識し、ゲイメディアを通じてゲイコミュニティに存在する人々へサービスや製品の直接的なマーケット開拓を始めている。2006年には Pink Pound Conference というこのマーケットに特化したカンファレンスがロンドンで行われ、同様のものが2006年の11月にもマーケティング調査会社によって行われた。
アウトレイジ!（en）、NUS LGBTキャンペーン（en）や Queer Youth Network（en）を含むグループや団体がピンク・ポンドにおけるゲットー化や順応化、コマーシャリズムに携わる一方で、批判団体も並行する形で多く存在している。
同性結婚式のサービスや、ラジオやテレビを含むゲイメディア、建築や配管といった分野の個人向けのサービスなど、ゲイをターゲットにした製品やサービスのマーケットが近年では多く登場している。

## アメリカ合衆国におけるピンク・マネー
アメリカ合衆国内ではpink dollar（ピンク・ダラー）や "Dorothy dollar"（ドロシー・ダラー）と呼ばれ、
2006年にはアメリカ国内のLGBTマーケットは約6410億ドルと推計されている。人口統計学者によって彼らの家庭の多くはDINKsであると見られ、可処分所得がより大きい傾向があるとされる。アメリカ国内のゲイの経済的な特徴として、28%のゲイ家庭の収入が年間5万ドルを超えるとの調査結果がある 。
アメリカ企業のいくつかは、このマーケットに対して特化した広告キャンペーンを試みている。アメリカン航空はLGBTの人々からの売上げが1994年時点の2000万ドルからゲイ・レズビアンマーケティングに特化したチームを作成した後の1999年には1億9350万ドルに増加した。
政治においては、ピンク・マネーには賛否両論があり、伝統的価値観を謳う保守的グループからの圧力が主な要因とされ、例として大統領候補だったマイケル・デュカキスは1988年アメリカ合衆国大統領選挙の期間中にピンク・マネーとの関係を公式に絶っていた。しかしながら、現在におけるピンク・マネーは政治的には受容の方向になりつつあり、特に民主党では主応な財源の一つになっている。2000年には民主党全国委員会単体向けに500万ドルの寄付があり「彼らの累計額は民主党員の寄付において、労働組合や法廷弁護士達と並んで最も大きいものとなった」とされる。ビル・クリントンやアル・ゴア、ジョン・エドワーズ、バラク・オバマ、ヒラリー・クリントン、ハワード・ディーン、ジョン・ケリー、ジョー・バイデンといった大統領候補者達はゲイに向けて自身に投票を呼びかける積極的なキャンペーンを行っている。
Witeck-Combs Communications, Inc. と Marketresearch.comの調査では、アメリカ国内におけるゲイとレズビアンの購買力は2006年に約6600億ドルと推計され、2011年には8350億ドルを超えると予測された。この調査とは別に2012年に2兆ドルという予測の主張もある。
イギリスでは「ピンク・ポンド」と呼ばれているこのLGBTの人々の購買力「ピンク・マネー」は、欧米を中心にマーケットとして認知され大小様々な企業が特化した販売戦略でアプローチをしている。この購買層はゲイ・コミュニティへのサポート姿勢を表明する企業ブランドに対して忠実であるとされる。